# Южный Октябрьский ручей
Ю́жный Октя́брьский руче́й (Слободско́й овра́г) — малая река в районе Хорошёво-Мнёвники Северо-Западного административного округа Москвы, левый приток Москвы-реки.
Верховья уничтожены, низовья затоплены, а речное русло убрано в подземный коллектор. Первое название произошло от станции метро «Октябрьское поле», оно указано в технической документации Мосгорводоканала. Второе дано Юрием Андреевичем Насимовичем по Солдатской слободе, которая находилась на правом берегу реки.
Прежняя длина с временными водотоками в верховьях составляла около трёх километров, после заключения в коллектор — 1,9 км. Исток расположен возле улицы Демьяна Бедного. Река протекает на запад к югу от улицы Маршала Тухачевского. Далее пересекает набережную Новикова-Прибоя и впадает в Хорошёвское спрямление на Москве-реке.